# Арженухин, Фёдор Константинович
Фёдор Константинович Арженухин (15 июля 1902 — 28 октября 1941, Куйбышев) — советский деятель военно-воздушных сил, начальник штаба ВВС РККА. Генерал-лейтенант авиации (1940). Незаконно репрессирован, реабилитирован посмертно.

## Биография
Родился 15 июля 1902 года в г. Москве. Русский, из мещан.
С 1919 года состоял в продотряде. Член ВКП (б) с марта 1920 года. В 1920 году был секретарём Бутырского райкома РКСМ.
В Красной Армии с мая 1920 года, служил красноармейцем в отряде Частей особого назначения, с августа 1920 — секретарь комиссара запасных войск Западного фронта, с октября 1920 — комиссар отдельного караульного батальона по охране продовольственных и артиллерийских баз Западного фронта. Участник гражданской войны. В январе 1921 года был демобилизован.
В 1921—1922 — заведующий политпросветотделом Ферганского обкома РКСМ, заведующий орготделом Сыр-Дарьинского обкома РКСМ.
В июле 1922 года вновь призван в РККА, направлен учиться на лётчика. В 1923—1927 годах учился и окончил Борисоглебскую школу военных лётчиков, а затем Серпуховскую школу воздушного боя. После их окончания служил инструктором 2-й военной школы лётчиков. С марта 1927 — помощник начальника штаба 3-й авиабригады, с августа 1928 — командир отряда 3-й авиабригады. С января 1930 — командир 21-го отдельного авиационного отряда.
В 1930 году окончил Курсы усовершенствования начсостава при Военно-воздушной академии имени профессора Н. Е. Жуковского. С марта 1931 года — командир 57-й авиационной эскадрильи. С сентября 1932 — старший инспектор по лётной службе инспекции ВВС РККА. В 1934 году вновь направлен на учёбу.
В 1936 году окончил оперативный факультет Военно-воздушной академии имени профессора Н. Е. Жуковского. С января 1936 года — начальник оперативного отделения 1-го (оперативного) отделения 1-го отдела штаба ВВС РККА. С февраля 1937 года — начальник штаба 4-го тяжелобомбардировочного корпуса. С февраля 1937 года находился в Испании и участвовал в гражданской войне на стороне республиканского правительства. Был там помощником военного атташе СССР в Испании и советником командующего ВВС Северного фронта (имел в Испании псевдоним «Камарада Федорио»).
После возвращения из Испании, с сентября 1939 года — начальник штаба ВВС РККА. С сентября 1940 года — начальник Военной академии командного и штурманского состава ВВС РККА.
Арестован 28 июня 1941 года. Расстрелян без суда, по письменному распоряжению Л. П. Берия 28 октября 1941 года похоронен в карьере у посёлка Барбыш Куйбышевской области с группой других высокопоставленных генералов РККА. Реабилитирован определением Военной Коллегии Верховного Суда СССР 23 ноября 1954 года.

## Воинские звания
- полковник (13.12.1935)
- комдив (26.09.1938, минуя звание комбрига)[2]
- комкор (11.04.1940)[3]
- генерал-лейтенант авиации (04.06.1940)[4]

## Награды
- Орден Ленина (3.11.1937)[1]
- Два ордена Красного Знамени (2.03.1938, 14.06.1940)[1]